# Dùn dà Làmh
Dùn dà Làmh ist ein heute zerstörtes eisenzeitliches piktisches Hillfort westlich von Laggan in den Highlands in Schottland. Es wurde nicht ausgegraben, aber 1986 zum Scheduled Monument erklärt. 2001 wurde eine Erweiterung des Schutzgebiets realisiert und 2010–2011 wurde Dùn dà Làmh archäologisch vermessen.

## Name und Beschreibung
Der gälische Name Dùn dà Làmh bedeutet Fort der zwei Hände. Im Englischen wird der Ort englisch Black Craig genannt. Das Hillfort liegt auf einem Hügel mit steilen Hängen auf drei Seiten, nur der Westen ist leichter zugänglich. Die Größe des Forts beträgt 110 Meter in der Länge, bei einer Breite zwischen 30 und 75 Metern. Das Innere des rund 4000 Quadratmeter großen Befestigungsareals ist größtenteils baumlos. Am besten erhalten sind die aus Platten gebauten Wälle im westlichen Abschnitt. Im Durchschnitt sind sie 4 bis 5 Meter breit, bei einem Maximum von 7,5 Metern. Die maximale Innenhöhe von 2,5 m liegt in der Nordwestecke und die maximale Außenhöhe beträgt im Süden 2,2 m.
In der Festung gibt es zwei Unterstände, die wahrscheinlich während des Zweiten Weltkrieges von der Heimwehr errichtet wurden.